# ASEAN-Freihandelszone
Die ASEAN-Freihandelszone (AFTA), von englisch ASEAN Free Trade Area, ist ein Abkommen der ASEAN-Staaten, das der Erleichterung der wirtschaftlichen Zusammenarbeit in einer Freihandelszone dienen soll.
Ziele der AFTA sind
- Die Erhöhung der Attraktivität des Wirtschaftsraumes für ausländische Investoren.

Mit einer Bevölkerung von über 630 Millionen Menschen hat die ASEAN mehr Einwohner als die Europäische Union. Für Unternehmen erschließt sich damit das Potenzial eines wachsenden und integrierten Marktes.

## Regelungen
Die Zollbarrieren sollen gegenseitig vollständig abgebaut werden. Die Mitgliedstaaten haben das Recht, bestimmte Fälle auszunehmen:
1. empfindliche landwirtschaftliche Produkte
2. zeitweilige Aussetzungen
3. allgemeine Aussetzungen (ASEAN 2004)

Die Regelungen betreffen nun immerhin 98 % aller Zölle der ASEAN-Staaten.

## Geschichte
Der erste Vorschlag zur AFTA wurde vom damaligen Premierminister Thailands, Anand Panyarachun, im September 1991 gemacht. Dieser Vorschlag wurde mit Ergänzungen während des Treffens der Regierungschefs der ASEAN-Staaten im Oktober 1991 in Kuala Lumpur angenommen. Auf dem vierten Treffen der ASEAN-Staaten im Januar 1992 in Singapur kamen die beteiligten Regierungen dann überein, innerhalb von 15 Jahren (beginnend mit dem 1. Januar 1993) eine Freihandelszone mit Zöllen zwischen 0 % und 5 % zu errichten. Diese zeitliche Frist wurde zwischenzeitlich vorgezogen, sodass AFTA seit dem 1. Januar 2003 voll in Kraft getreten ist.
Die Errichtung von AFTA war der Versuch, den Güteraustausch zwischen den ASEAN-Staaten zu erhöhen, der bei etwa 15 % lag, sowie Synergien der Partner auszunutzen. Dazu wurden auf einer Konferenz der Wirtschaftsminister im Oktober 1992 in Manila zunächst 15 Produktgruppen der Gebrauchsgüter und Lebensmittelproduktion ausersehen, denen schrittweise reduzierte Zölle auferlegt wurden. Innerhalb von fünf bis acht Jahren wollte man die Zölle für diese Güter auf maximal 20 % senken.
Anfangs entwickelte sich AFTA nur langsam, Indonesien und die Philippinen fürchteten zum Beispiel in einer zu raschen wirtschaftlichen Integration die Kontrolle über ihre heimischen Märkte zu verlieren. Im Juli 1995 konnten sich die Außenminister der ASEAN-Staaten auf eine Verkürzung der Frist auf acht Jahre einigen, was im Dezember desselben Jahres auf dem ASEAN-Gipfel in Bangkok formal beschlossen wurde.
Als das AFTA-Abkommen ursprünglich unterzeichnet wurde, hatte ASEAN die sechs Mitglieder Brunei, Indonesien, Malaysia, Philippinen, Singapur und Thailand. 1995 kamen Vietnam und Laos, 1997 Myanmar und 1999 Kambodscha hinzu. AFTA umfasst nun zehn Mitgliedstaaten, wobei den vier später hinzugekommenen Staaten ein zeitlicher Spielraum zur Umsetzung des Abkommens zugebilligt wurde.

## Mitgliedsstaaten
| - Brunei - Indonesien - Malaysia - Philippinen - Singapur | - Thailand - Vietnam1 - Laos1 - Myanmar1 - Kambodscha1 |

1 Regelungen erst 2012 in Kraft getreten
Beobachter sind:  Papua-Neuguinea und  Osttimor.

## Aktuelle Entwicklung
2020 schlossen die ASEAN bzw. AFTA-Staaten mit China, Südkorea, Japan, Australien und Neuseeland das RCEP-Ankommen (Regional Comprehensive Economic Partnership), welches 2022 in Kraft trat und die größte Freihandelszone der Welt darstellt.